# Олтеанка (Мехединци)
Олтеанка (рум. Olteanca) насеље је у Румунији у округу Мехединци у општини Падина. Oпштина се налази на надморској висини од 244 m.

## Становништво
Према подацима из 2002. године у насељу је живело 151 становника, од којих су сви румунске националности.